# موتور هفت سیلندر خطی
موتور هفت سیلندر خطی (انگلیسی: Straight-seven engine) که به‌طور خلاصه تر ال۷ یا آی۷ هم نامیده می‌شود) یک نوع موتور درون‌سوز است که دارای هفت سیلندر (موتور) است که در کنار هم به صورت خطی قرار گرفته‌اند.